# Bisdom Nyahururu
Het bisdom Nyahururu (Latijn: Dioecesis Nyahururensis) is een rooms-katholiek bisdom met als zetel Nyahururu, in Kenia. Het bisdom is suffragaan aan het aartsbisdom Nyeri. 

## Geschiedenis
Het bisdom werd opgericht op 5 december 2002, uit delen van het aartsbisdom Nyeri.

## Parochies
Het bisdom had in 2021 een oppervlakte van 10.000 km2 en telde 1.044.100 inwoners waarvan 29,2% rooms-katholiek was.

## Bisschoppen
- Luigi Paiaro (4 januari 2003 - 24 december 2011)
- Joseph Ndembu Mbatia (24 december 2011 - heden)